# Henrik Angell
Henrik August Angell, född den 22 augusti 1861, död den 26 januari 1922, var en norsk militär, topograf och författare.
Angell blev officer 1882, regementschef 1911 och tog avsked från aktiv tjänst i norska armén 1918. Han var 1918-19 löjtnant i franska främlingslegionen med huvudsaklig tjänstgöring på nordryska fronten, där han fick händer och fötter delvis förfrusna. Han vårdades härför på olika platser de sista åren av sitt liv.
Angell var en framstående skidlöpare och cyklist och mycket berest. Han var en ivrig försvarsvän och nationalist och en framgångsrik föredragshållare. Bland hans skrifter kan märkas: Gjennem Montenegro paa ski (1895), De sorte fjeldes sønner (1896), Et sterkt folk (1902), Kaptein Jürgensen og Leirdølerne hans (1901), Syvaarskrigen for 17. mai (1914, med illustrationer av Andreas Bloch).